# تيمور سليمانوف
تيمور سليمانوف (بالروسية: Тимур Играмутдинович Сулейманов)‏ هو لاعب كرة قدم روسي في مركز الهجوم، ولد في 17 مارس 2000 في دربند في روسيا. لعب مع لوكوموتيف موسكو.

## وصلات خارجية
- تيمور سليمانوف على موقع قاعدة بيانات كرة القدم.إي يو (الإنجليزية)
- تيمور سليمانوف على موقع Soccerway.com (الإنجليزية)
- تيمور سليمانوف على موقع عالم كرة القدم.نت (الإنجليزية)